# Marilyn Monroe Production
Marilyn Monroe Production è stata una casa di produzione cinematografica statunitense fondata nel 1955 da Marilyn Monroe e Milton H. Greene.

## Storia
Dopo il divorzio con il marito Joe di Maggio Marilyn Monroe decide di fondare una propria casa di produzione cinematografica, l'attrice possiede il 51% delle azioni, il fotografo Greene il rimanente 49%. Collaborano alla produzione del film Fermata d'autobus mentre producono interamente Il principe e la ballerina (The Prince and the Showgirl), che rimarrà la loro unica produzione.
Visto il deteriorarsi dei rapporti fra i due dovuti anche al nuovo marito dell'attrice Arthur Miller la società non produsse altri film anche se non venne chiusa subito.

## Filmografia
- Fermata d'autobus (Bus Stop), regia di Joshua Logan (1956)
- Il principe e la ballerina (The Prince and the Showgirl), regia di Laurence Olivier (1957)